# Stephan Lauber
Stephan Lauber (* 25. April 1970 in Schlüchtern) ist ein römisch-katholischer Theologe und ordentlicher Professor für alttestamentliche Exegese, alttestamentliche Einleitungswissenschaft und biblisch-semitische Sprachen an der Theologischen Fakultät Fulda. Er ist Mitherausgeber der Schriftenreihen Fuldaer Hochschulschriften und Fuldaer Studien.

## Leben
Stephan Lauber stammt aus Ahl, einem Stadtteil von Bad Soden-Salmünster. Nach dem Abitur am Ulrich-von-Hutten-Gymnasium in Schlüchtern begann er 1989 sein Studium in Fulda und wechselte 1992 nach einem Semester in München an die Päpstliche Universität Gregoriana in Rom, wo er Alumne im Germanicum, dem deutsch-ungarischen Priesterseminar, war und als Stipendiat des Cusanuswerks studierte. In der römischen Jesuitenkirche Sant’Ignazio wurde er 1995 durch Bischof Maximilian Aichern OSB zum Diakon und 1996 durch Kardinal Joseph Ratzinger, damals Präfekt der Glaubenskongregation, zum Priester geweiht. 1998 erwarb er am Päpstlichen Bibelinstitut das Lizentiat in Bibelwissenschaft.
Danach war er als Kaplan in der Kasseler Pfarrei St. Bonifatius tätig, bevor Erzbischof Johannes Dyba ihn im Jahr 2000 zum Promotionsstudium freistellte, das er an der Albert-Ludwigs-Universität in Freiburg im Breisgau bei Hubert Irsigler aufnahm. Dort wurde er 2005 mit einer Studie zum Buch Maleachi zum Dr. theol. promoviert. Für die Dissertation erhielt er im selben Jahr den Erfurter Promotionspreis „Religion und Ethik“.
Anschließend war er – nach kurzer Subsidiarstätigkeit in Hanau – ab dem Wintersemester 2005/06 wissenschaftlicher Mitarbeiter am Lehrstuhl für Altes Testament an der Universität in Freiburg/Schweiz bei Hans Ulrich Steymans OP. Neben den universitären Aufgaben übernahm er zahlreiche regelmäßige Gottesdienstvertretungen an der Kathedrale in Freiburg und in verschiedenen Gemeinden im weiteren Umland. 2012 wurde er mit einer Arbeit zum Ijob-Buch habilitiert.
Als Privatdozent kam Lauber Lehraufträgen in Freiburg/ Schweiz, an der Universität Mainz und am Katholischen Seminar in Marburg nach. Daneben war er seit dem Sommer 2015 in Marburg an der Kugelkirche sowie in der Pfarrei Fronhausen und Lohra Subsidiar.
Neben einer Reihe von fachwissenschaftlichen Beiträgen in verschiedenen Zeitschriften und Sammelbänden hat er zahlreiche biblisch orientierte Predigten und eine Monographie mit Kurzauslegungen der Lesungen aus dem Alten Testament in der Sonntagsmesse veröffentlicht. Außerdem begleitet er seit 2003 regelmäßig Gruppen zu Pilger- und Studienfahrten ins Heilige Land.

## Publikationen (Auswahl)
- „Euch aber wird aufgehen die Sonne der Gerechtigkeit.“ Eine Exegese von Mal 3,13–21 (Arbeiten zu Text und Sprache im Alten Testament 78). St. Ottilien 2006 (Dissertation)
- Weisheit im Widerspruch. Studien zu den Elihu-Reden in Ijob 32–37 (Beihefte zur Zeitschrift für die Alttestamentliche Wissenschaft 454). Berlin – Boston 2013 (Habilitation)
- „Deine Verheißung lässt mich leben“ (Ps 119,50). Kurzauslegungen zu den alttestamentlichen Sonntagslesungen. Fulda 2017.